# マレーシア料理
マレーシア料理（マレーシアりょうり、マレーシア語：Masakan Malaysia）は、マレーシア人の郷土料理である。マレー系、中華系、インド系など、マレーシアの各民族それぞれに独自の料理があり、それらを包有するものである。これらは他民族の食材や調理法から影響を受けても宗教による食のタブーのため融合することは少なく、マレーシアの多文化的要素となっている。

## 概要
マレーシアの国民は、60％弱を占めるマレー系、約30％を占める中国系、約10％を占めるインド系と少数の原住民族と各国からの諸民族から構成されている。マレー系の多くはイスラム教徒であり、豚肉を始め、ハラールでない食材を食べず、酒を飲まない食のタブーがある。インド系は主に南インド出身のヒンドゥー教信者が多く、他にシーク教の信者などがおり、中国系は福建省、広東省（潮州系、客家系を含む）、海南省にルーツを持つ人が多く、仏教徒の中には、牛肉を食べない人も少なくない。このように各民族が信じる宗教によって異なる食のタブーがあることから、多民族から構成される会社の食堂や宴会の食材では鶏肉、魚介類、野菜などに限って出されることも多く、そういう料理を出すレストランもある。マレー系とインド系は右手で直接食べる習慣があり、中国系は主に箸を使うが、各民族が共通する場ではフォークとスプーンで食べることが多い。
また、調理する食材は同じでも、民族によって、あるいは地域によって違なる調理法や調味料が用いられ、それにより異なる風味や盛り付けとなり、多様な料理となっている。

## 食材

### 主食

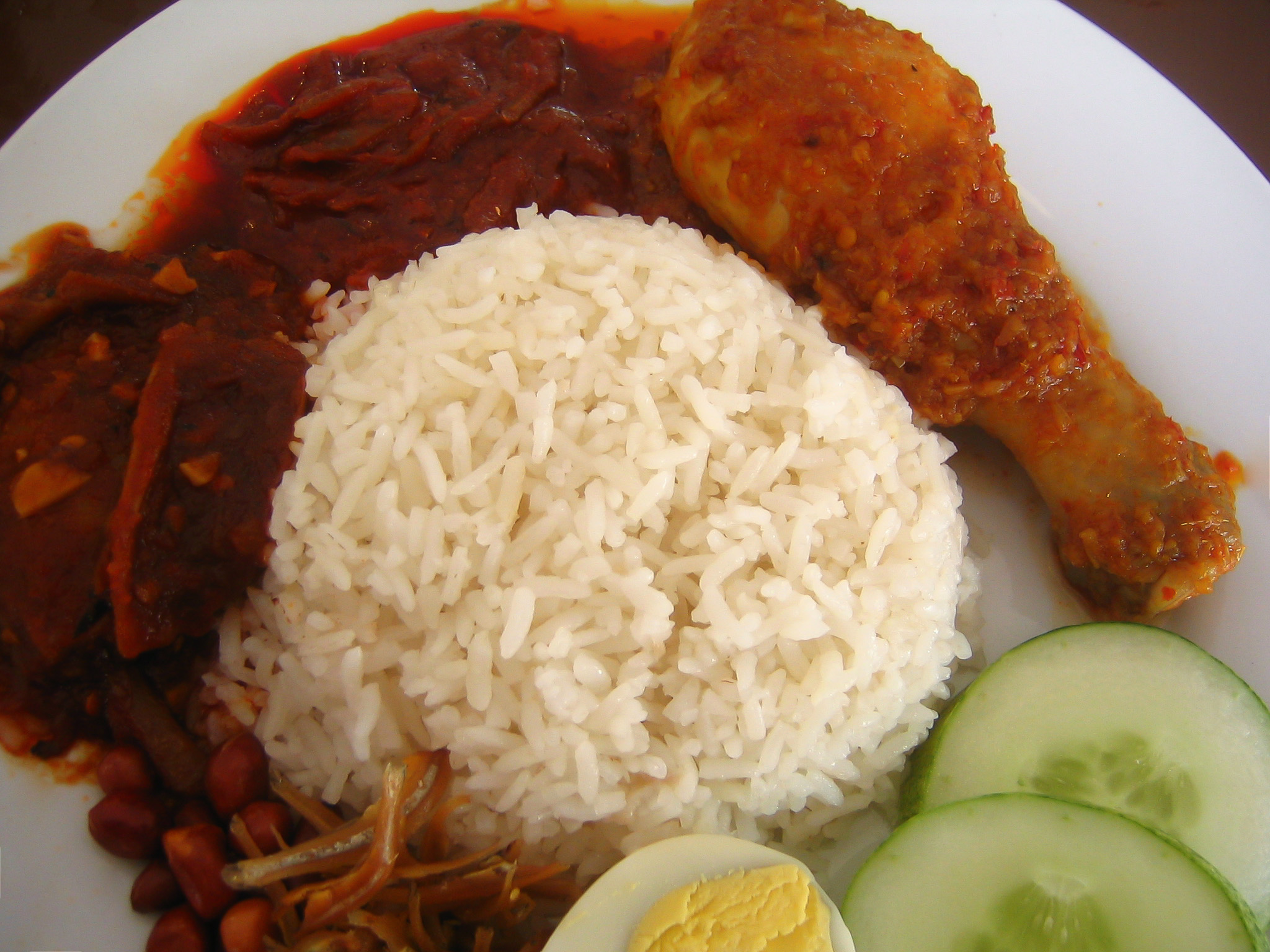
ナシレマッ

東アジア、南アジアの他の国でもそうであるように、マレーシアにおいても多くの場合は米（nasi）が主食である。米の品種は東南アジアで一般的なインディカ米がひろく食べられている。インディカ米の白米と共に数種類のおかずを食べるのが一般的な家庭料理である。上質のインドのバスマティは、長い粒状と芳しく優雅な風味のため、ビリヤーニ料理で使用される。マレーシア人が新しい味覚を取り入れるのに従い、食卓には徐々に日本やジャワの短粒米なども見られるようになっている。
一般的な米料理には、ココナッツミルク、ニンニク、ニオイタコノキ（pandan）を加えて炊いて独特の芳香をあたえ、つけあわせのおかずとして、揚げたカタクチイワシ科の雑魚（ikan bilis）、ピーナッツ、キュウリ、固ゆでした卵および辛いチリペーストであるサンバルとともに盛り付けるナシレマッ（nasi lemak）があり、国民的料理として特に朝食の定番となっている。「レマ」は「脂っこい」「リッチでクリーミー」という意味である。屋台のママッストールの「サンバル」はやや辛い傾向があるが、ナシレマッに添えるマレーの「サンバル」はやや甘い傾向にある。
ナシレマッは、持ち帰り用にワックスペーパーで包んで販売されており、日本のコンビニおにぎりに類似し、一日中どんな時間でも食べられる。よりしっかりとした食事では、ナシレマッとともに鶏肉、魚料理や野菜料理、また調理に時間がかかるので高級品とされるルンダン（rendang）と呼ばれる牛肉や鶏肉の辛いカレー煮込みを添えて食べる。
トレンガヌ州やクランタン州のようなマレーシア東海岸では、ナシレマッとともに類似のナシダガン（nasi dagang）が売られおり、こちらはフィッシュカレー添えである。
麺料理もまた一般的な食物である。小麦粉で作られるミー (Mee、麵・麪)、細いミースア (Mee Suah、麵線・麪線)、揚げたイーミン (Yee Meen、伊麵・伊麪)、米で作られるミーフン(ビーフン) (Mee Hoon、米粉)、クイティオ (Kuay Teow、粿條)、緑豆などで作るランカ (Langka、冬粉)など、麺類の種類は豊富で、味付けや調理法もさまざまである。
ロティ・チャナイ（roti canai）、パイ風生地のロティ・パラタ（roti paratha）、トサイ、イドリおよびプーリーなどのインド風のパンは、多くのマレーシア人によってよく朝食として食べられている。洋風のパンは、マレーシアの食卓にとって比較的新しいものであるが、辛い味付けの雑魚を入れたパン（roti ikan bilis）やニオイタコノキ（pandang）の風味を付けたパンなど、マレーシア独特のパンもよく食べられている。また、食パンにカヤ（kaya）と呼ばれるココナッツと卵から作る甘いペーストを塗って食べることも一般的である。

### 家禽

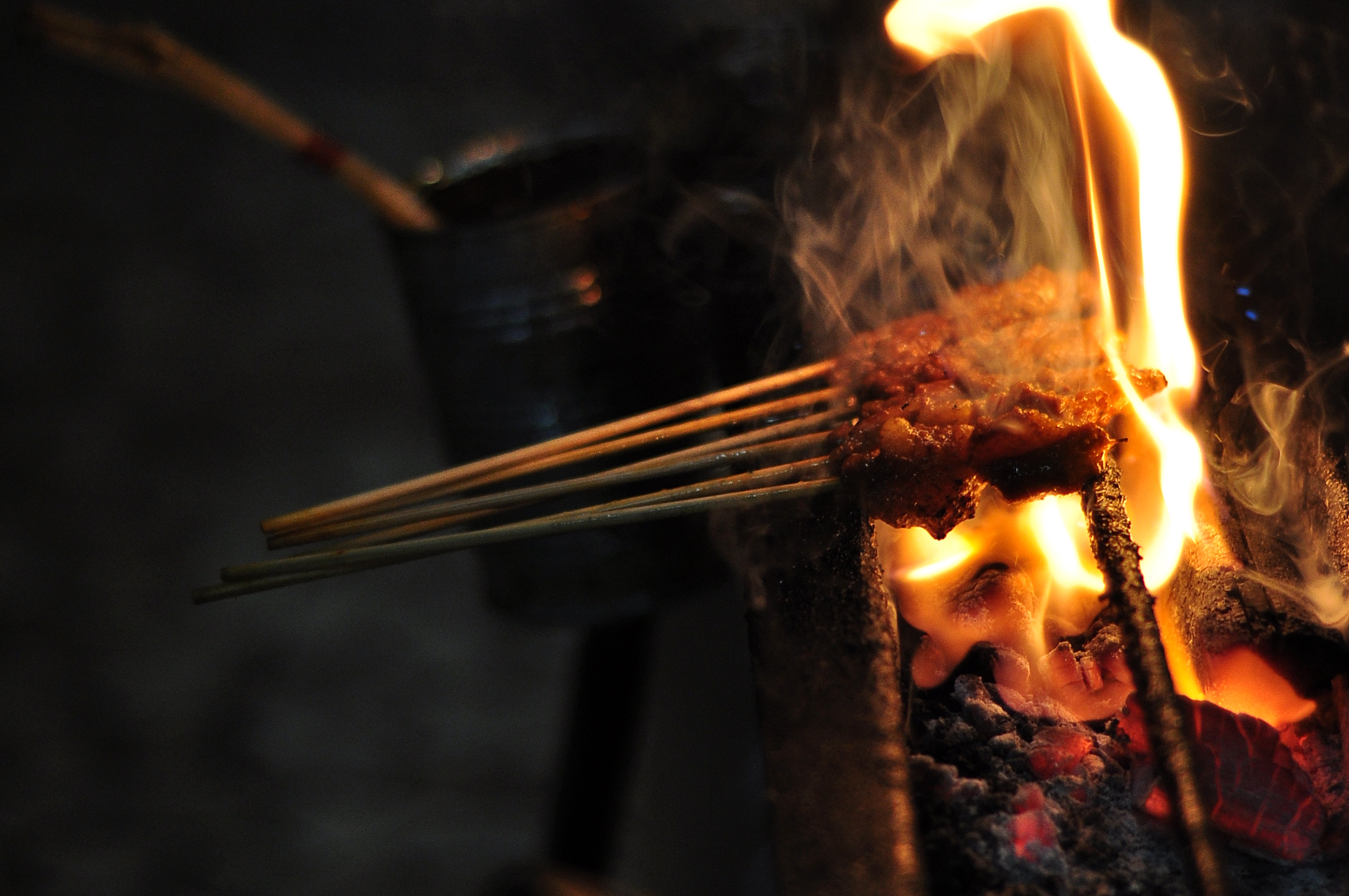
サテ

鶏肉（daging ayam）は、一般に地元の農場から供給され、安価な食肉となっている。農場は家族経営だったので、鶏は必要に応じて新鮮な状態のまま街の伝統市場（街市）に回される。売り主は、わずかな料金のためでも鶏を脱羽機に入れる。脱羽機はさかんに羽を除去しながらかき回す大きな湯の容器からなる。鶏の内臓を抜き、きれいにする作業は家で行われる。今日このような伝統市場が未だに存在する一方で、都市に住む大多数のマレーシア人は、企業による巨大な養鶏場で育てられた冷蔵/冷凍肉を購入している。
マレーシア料理におけるより高級な鶏肉料理のレシピには「アヤム・カンポン（ayam kampung、村の鶏）」が使われる。これは、籠に入れずに自由に走り回った放し飼いの鶏である。一般にこれらの鶏には、より高い栄養価があると考えられている。それらはより体脂肪が少ない分、一般の鶏よりも締まっている。一般にアヤム・カンポンは、蒸すかスープとして調理される。サテ（ピーナッツとココナッツミルクソースによる、一般に鶏肉およびヤギ肉の串焼き、日本の焼き鳥に類似）はマレーシアの代表的な料理の一つと考えられている。
またマレーシアにおいて鴨と家鴨は、ほとんど中国系とプラナカン料理だけの、比較的狭い範囲でしか食べられていない。

### 牛肉
ヒンドゥー教や仏教のいくつかの教派など、一部の宗教では牛肉（daging lembu）を食べることが禁じられているが、それにもかかわらず牛肉はマレーシアの食卓にとって一般的である。カレー、煮込み、焼き物、または麺料理などで食べられる。マレー人はハラールの牛肉のみを食べる。辛く煮たルンダン（rendang）は一般的には最大のごちそうであり、マレーが起源の文化であることから、しばしば国民食またはマレーシアの国家遺産と呼ばれる。

### 豚肉
豚肉（daging babi）は、中国系やインド系、イバン族、カダザン族、オラン・アスリのような先住民族などの非イスラームの民族によって大部分が消費されている。マレー人は定義上ムスリムであることから、イスラームが禁じる豚肉を食べないが、他の民族に豚肉の生産や消費に禁止を強いるわけではない。一般に、地元のスーパーマーケットやハイパーマーケットのハラール以外の食品売り場では豚肉の缶詰を販売しており、伝統市場、スーパーマーケット、ハイパーマーケットで新鮮な豚肉を買うことができる。イスラームでは豚肉料理に使った調理場や食器も使用できないため、レストランやフードコートでは店は厳密に区別されている。

### ヤギ肉
ヤギ肉（daging kambing）もまた、マレーシア料理の一部である。一般には、羊肉よりヤギ肉が食され、スープ、カレー、または煮込みなどの料理で使用される。それはインド系の料理で一般的な料理である。

### 魚

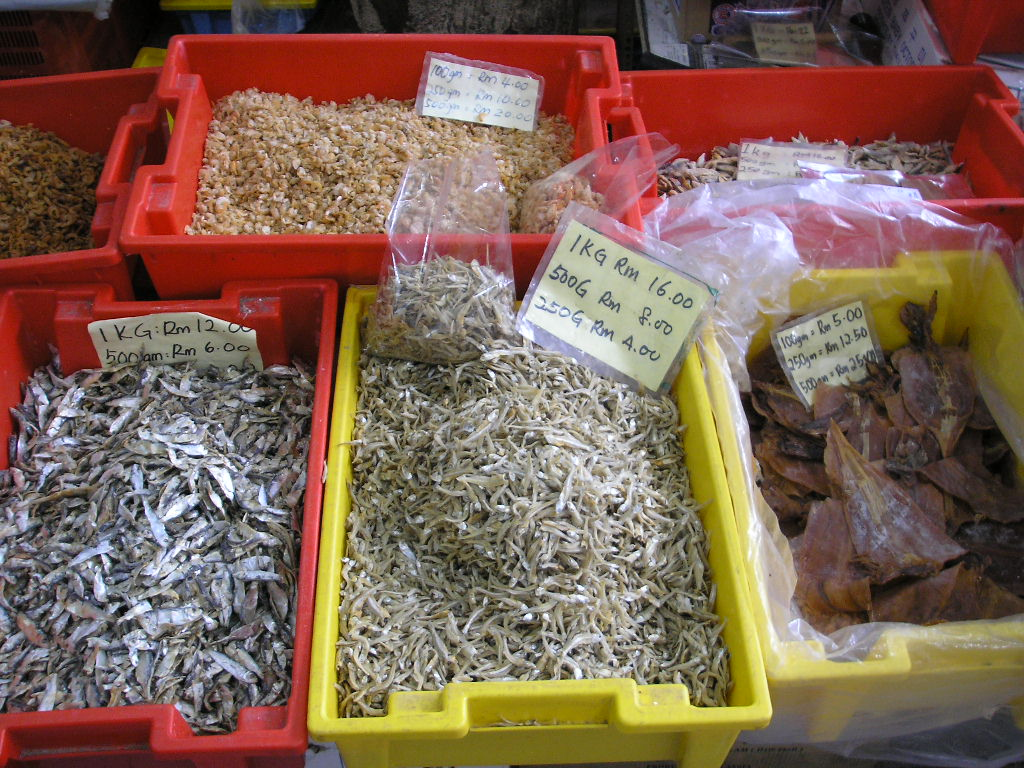
パンコール島の魚

周囲を海に囲まれているマレーシアでは、魚（ikan）も食材としてよく利用されている。
カタクチイワシ科のインドアイノコイワシ属を主とする雑魚の身を塩漬けして干したイカン・ビリス（ikan bilis、中国語 江魚仔）は最も身近な魚で、ナシレマッのおかずやパンの具として日常的に食べられている。サバ科のグルクマ（Kembong、甘望、甘榜）、アイランドマケレル（Pelaling）、サワラ類（Tenggiri、馬鮫）、アジ科のムロアジ類（Selayang、Curut、蘇眉、眺景。主にモロやマルアジ）、オニアジ（Cencaru、硬尾）、テルメアジ（Lolong）などは、いずれも揚げたり、焼いたり、カレー煮にしたりされる大衆的な魚である。他にもハマギギ類（Duri、Pulutan、Utik、海鯰）、モンガラカワハギやオキハギ類（Ikan ayam laut、雞魚）、イトヨリダイ類（Kerisi、扁里、紅衫）、ニベ類（Gelama、Tengkerong、黄魚）、マエソ類（Mengkerong、Conor、Ubi、狗母）、ヒメジ類（Biji Nangka。コハクヒメジなど）は焼き魚、煮魚、魚肉練り製品などで食べられ、キントキダイ類（Temenggong、大眼雞）、マナガツオ（Bawal putih、鯧魚）やクロアジモドキ(Bawal hitam、黒鯧)は中華料理の蒸し魚、煮魚などにされる。これらはいずれも鮮魚として水揚げ地周辺や大都市で消費されるほか、一部は冷凍にもされている。
地域別の特徴を見ると、半島東海岸では大きい目のメアジ（Selar、Mata besar、色拉）や黄色い線があるホソヒラアジ（Selar kuning、黄線）、サッパ類（Tamban Sisek、黒魚仔）、カツオに似たスマ（Aya kurik）も多い。東マレーシアではサバ科のグルクマ、ヒラソウダ（Aya hitam、Kayu）、サッパ類、イトヨリダイ類（Kerisi、紅衫）、ハタ類（Kerapa、石斑)が多く獲れる。ツマリエツ類（Impirang）やロウニンアジ類（Jamah）のようにサラワク州特産の種もある。
なお、サケ・マスやタラもマレーシアの食卓でもよく見かけるが、冷凍で輸入されたものである。

### その他水産物
マレーシアでよく消費される水産物はヤリイカ類（Sotong biasa、Cumit、蘇東、魷魚）やコウイカ類（Sotong katak、墨魚）、クルマエビ類、ブラチャンという調味料をつくるためのアミ（Udang baring）などの水揚げが多い。淡水産のオニテナガエビ（Udang galah、中国語 生蝦）もよく利用されるが、これはタイで養殖したものを輸入している。カニは海底に棲むワタリガニ科のアミメノコギリガザミやタイワンガザミが多い。シャコ類（Udang lipan）は主に半島西海岸で食べられる。ハイガイ（Kerang、蚶）類も麺類の具などに日常的によく用いられている。
これらの水産物はマレーシアで民族を問わずに食べられており、他国でハラールではないと考えられている陸に上がれるカニも、ハラールと考えている。ただ、高価なので日常的ではなく、たまに食べる高級食材と扱われる。他にサラワク州ではビゼンクラゲ（Ubur-ubur merah）の漁も行われているが、主に中華料理用である。

### 野菜
マレーシアには寒い季節がないため、野菜は通常一年中生産される。雨季にはたまに野菜の生産量が低下するが、全体的に生産が止まることはない。したがって野菜は年間購入できるが、ある時期に限りわずかに高値となる。
多用されるものとして、ヨウサイ（kangkong）、ハクサイ、レタス、ニンジン、タマネギ、ピーマン、キュウリ、もやしなどがあり、日本でなじみの薄いものとしてバナナの花などがある。薬味となるコリアンダーは生で多用される。

### 果物
マレーシアの気候は、果実を一年中栽培するのに適している。マレーシアはほとんどの熱帯果実を栽培するか、近隣国から輸入している。暑い気候に間食・デザートとして適していること、またマレーシア人は平均して野菜の摂取量が少ないため、一般に果実の需要はかなり高い。露店などで食べ切りできる少量のカットフルーツを竹串とともにビニール袋に入れ販売しているのも多く見られる。そのまま食する他、甘塩味の梅干しの粉末をかけたり、甘辛い唐辛子のソースをかける食べ方もある。いくつかの有名な果実は:
- バナナ（pisang） - 輸入物も多いが、庭や軒先でも栽培されるほか空き地・山林にも多く自生している。加熱調理した料理にも使われる。
- ドリアン（durian） - 突起の多い外皮と強烈な匂いのある果物で、それが特別に好き嫌いの感情を強く引き起こす熱帯の果実である。また、「果実の王」として知られている。スーパー・露店などで容易に購入できるが、その匂いゆえに公共の建物やホテル・航空機などでは「ドリアン禁止」の標識があり持ち込み禁止の場合も多い。
- パパイヤ（betik） - 皮が黄色、果肉はオレンジ色で粒々の黒い種が中央の中空部分に多数ある。
- スイカ（tembikai） - そのまま食されるほか、ジュースとしても好まれる。
- ランブータン（rambutan） - 独特の外観があり、熟れると赤か黄の外皮は、毛のような肉質の柔らかいとげを持つ。
- マンゴスチン（manggis） - しばしば「果実の女王」と呼ばれる。
- レイシ（laici） - でこぼこの赤い皮を持ち、甘味はときに紅茶を甘くするために使われ、一年中販売される。
- マンゴー（manga） - 地元産もあるが、季節に応じタイ・インド・インドネシアなどより輸入されたものがある。
- リュウガン （longan） - レイシと似ており、中国語で龍眼（ロンガン）、マレー語で mata kucing（猫の目）呼ばれる。
- スターフルーツ（ゴレンシ。belimbing besi） - ビタミンCに富んでいる。
- サラク（サラカヤシ。salak） - 蛇の皮のような外皮に包まれた果実。

など

## 種類
多民族国家であるマレーシアでは、エスニックグループごとに独自の文化を維持しており、料理においてもそれぞれが互いに影響しあいながらも別々の発展を遂げている。ニョニャ料理、クリスタン料理のように、それぞれが融合した料理も生まれているが、すべてが融合された料理の出現とはなっていない。

### マレー料理
マレー料理はインドネシア料理、特にスマトラ地方の伝統的なもののいくつかと類似性を持っている。また歴史的に中国、インド、タイなど他の多くの文化からの影響を受け、それらとも異なる自身の料理を生み出した。マレー料理の多くはルンパ（Rempah。インドのマサラと似たスパイスペーストまたはミックス）を味付けの中心とする。ルンパはスパイスやハーブを磨り潰してスパイスペーストを作り、油で炒めて香りを引き出す。また、唐辛子などの辛味を伴う香辛料やココナッツミルクを多用する。

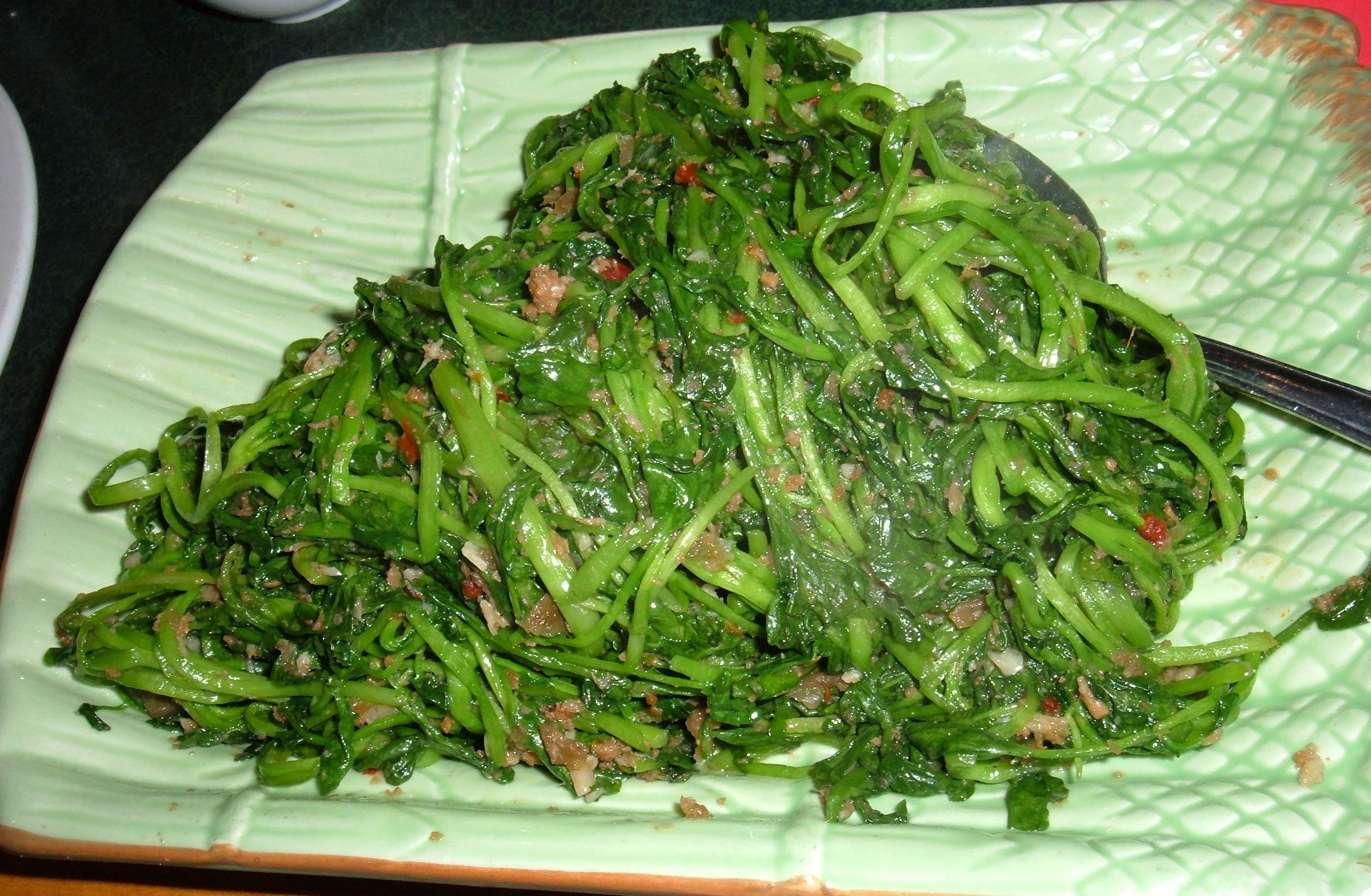
カンクン・ブラチャン

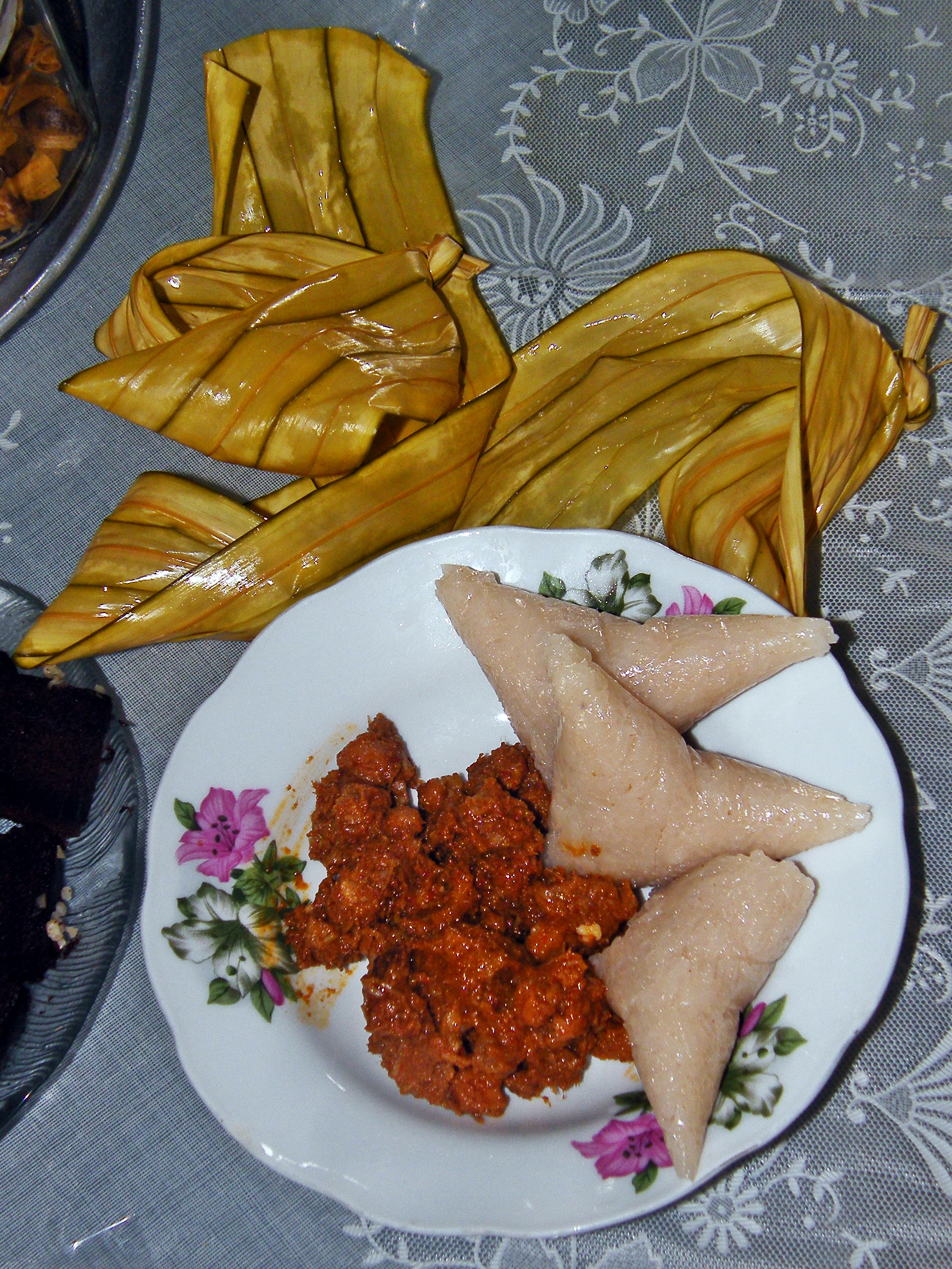
クトゥパット

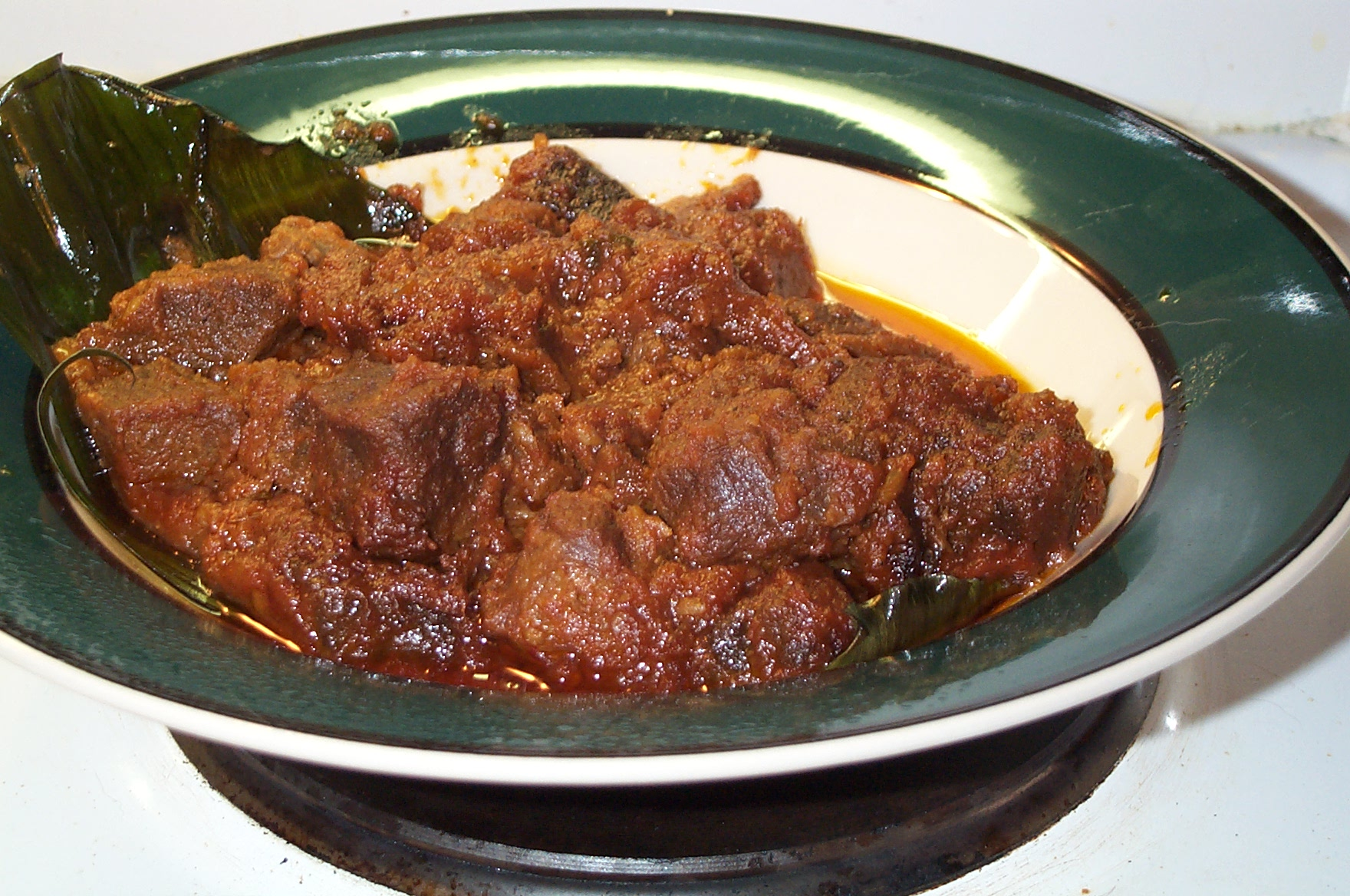
ラム肉のルンダン

- アパン・バリッ (Apam balik) - 薄いパフ状のパンで中に砂糖、スイートコーン、および粗いナッツを挟んだもの。
- アヤム・ペルチッ (Ayam percik) - スパイシーなソースの焼き鳥。
- アヤム・ゴレン・クニッ (Ayam goreng kunyit) - ウコンなどの調味料ベースでマリネードして揚げた鶏肉。
- イカン・バカール (Ikan bakar) - トウガラシやウコンまたは他のスパイスソースで焼いた魚。
- イカン・アサム・プダス (Ikan asam pedas) - 一般にサバ科などの魚、タマリンド、トウガラシ、トマト、オクラ、およびベトナミーズ・コリアンダー(マレー語: daun kesum)の酸味ある煮込み。
- カンクン・ブラチャン (Kangkung belacan) - トウガラシとブラチャン(アミペースト)の刺激的なソースで炒めたクウシンサイ。petai(ネジレフサマメノキ)やジュウロクササゲのような他の様々な食材もそのように調理される。
- クロポ・レコー (Keropok lekor) - トレンガヌなどマレー半島東海岸に特別に見られ、叩いて細かく裂いた魚から作られた塩味のケーキ。食べる前に切って揚げ、辛いソースで食べる。
- クエ (Kuih、複数: kuih-muih。粿) - 一般に、焼き菓子、蒸し菓子、餅を朝から昼間の間に軽食として食べる、祭事の間の重要なしきたり。それは、マレー人とプラナカンの両方によって共有された伝統である。幾つかの例は:
  - Onde onde - もち米の粉とパンダンの葉のエッセンスから小さい球状に作られ、パーム糖とおろしたココナッツをまぶしたもの。
  - Kuih talam - 米粉、サゴ粉、およびココナッツミルクから作られ、蒸して層にしたもので、一層にはパンダンの葉の芳香と緑色が与えられる。最上部は白いココナッツの層になる。
  - Pulut inti - もち米とココナッツミルクから作られる。伝統的にバナナの葉で包装されてピラミッド形に折り重ねられ、パーム糖で甘くされおろしたココナッツがかけられる。
- Mee Bandung Muar - ムアールから発した有名なマレー料理で、エビ、牛肉、魚肉団子、野菜を具とし、チリペースト、ブラチャン、および乾蝦を混ぜたソースを添えた、卵と麺の料理。
- ミー・レブス (Mee rebus) - 小麦粉、塩、および卵による麺を、ぴりっと辛いスイートポテトベースのソースで食べる麺料理、名前の意味は「茹で麺」。また、それはおそらく起源がジャワであることから時々mee jawa と呼ばれる。
- ナシレマッ (Nasi Lemak) - ココナッツミルクなどを加えて炊いたご飯、またはそれにシンプルなおかず料理を添えたもの[4]。
- ナシチャンプル (Nasi campur) - いろいろなおかず料理を組み合わせたご飯、皿に盛られたご飯の周りや上に、お好みのおかず料理を乗せていくスタイルが多い。
- ナシ・ダガン (Nasi dagang) - マレー半島東海岸のトレンガヌ州とクランタン州のナシレマッ。
- ナシ・クラブ (Nasi kerabu) - クランタン州に起源を持つ、青い花の一種から染められた米料理。
- Nasi Paprik - タイ南部に起源を持つ、パプリカソースの炒飯。
- ナシ・ゴレン (Nasi goreng) - 炒飯。伝統的に一般にサバの魚フライがついて風味を添えられた Nasi goreng kampung が典型的な種類で、最近ではアンチョビのフライがそれに代わって使用される。
- ソト (Soto) - インドネシア由来の辛くないスープ料理。地域により多くのバリエーションが有るが、ビーフンが入ることが多い。
- プル (Pulut) - ラヤの祭の間、伝統食品として広く使用される、もち米を原料とした食品。
- クトゥパット (Ketupat) - ココヤシの葉で編んだポートで包んで蒸されたもち米の団子。もち米は蒸されて膨張する段階で、包まれているために圧縮される。この手法により独特の食感が与えられる。通常レンダンと一緒に食べるか、サテやガドガドに添えられる。伝統的にマレーでは Idul Fitri (Hari Raya Aidilfitri) などの祝い事のオープンハウスで食べられ、お祝いを表す象徴的な食品。
- ルンダン (Rendang) - インドネシアのミナンカバウ族を起源とする、スパイシーな肉の煮込み。伝統的にマレー人の祭事の際に作られる。牛肉のほか、マレーシアでは鶏肉でもよく作られる。
- ロティ・ジャラ (Roti jala) - 5つの穴あきパンは漁網に似ており、マレー語のロティ（パン）ジャラ（網）から名を得る。一般にカレーとともに、または茹でたココナッツミルク、黒砂糖、およびパンダンの葉を混ぜて作られる甘い Serawa とともに食べられる。
- サンバル (Sambal) - 唐辛子、ニンニク、ブラチャン（アミペースト）などをすりつぶして作られた辛いペースト、もしくはソース。調味料のほか、手作り品はおかず料理にもなる。
- サンバル・ソトン (Sambal sotong) - トウガラシ、ネギ、ニンニク、煮込んだトマト、タマリンドペースト、およびブラチャンから作られたサンバルソースで調理されたイカ。
- サユール・ロデー (Sayur Lodeh) - 少々のスパイスとココナッツミルクで煮込んだ野菜。
- スップ・カンビン (Sup kambing) - 香りのあるハーブとスパイスで煮込み、揚げネギと生のコリアンダーを添えた豊かなヤギ肉のスープ。
- スルンディン (Serunding) - スパイスを加え肉の繊維を細かく裂いたもの。
- トゥンポヤック (Tempoyak) - 壷の中で保存されたドリアンのエキスで、よくトウガラシや他の料理と食べられる、一般的なマレーの珍味。

### インド料理
インド系マレーシア人は南インドを中心としたインドに起源を持っている。食事前に手を洗い、右手を使って食事をする。マレーシアのカレーは、多くのスパイス、ココナッツミルク、そしてカリーリーフが使用される。チキンカリー、フィッシュカリー、およびイカカリーなどは最も一般的である。

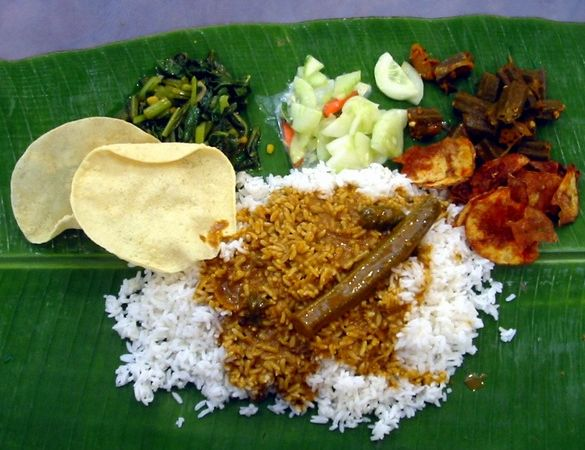
バナナ・リーフ・ライス

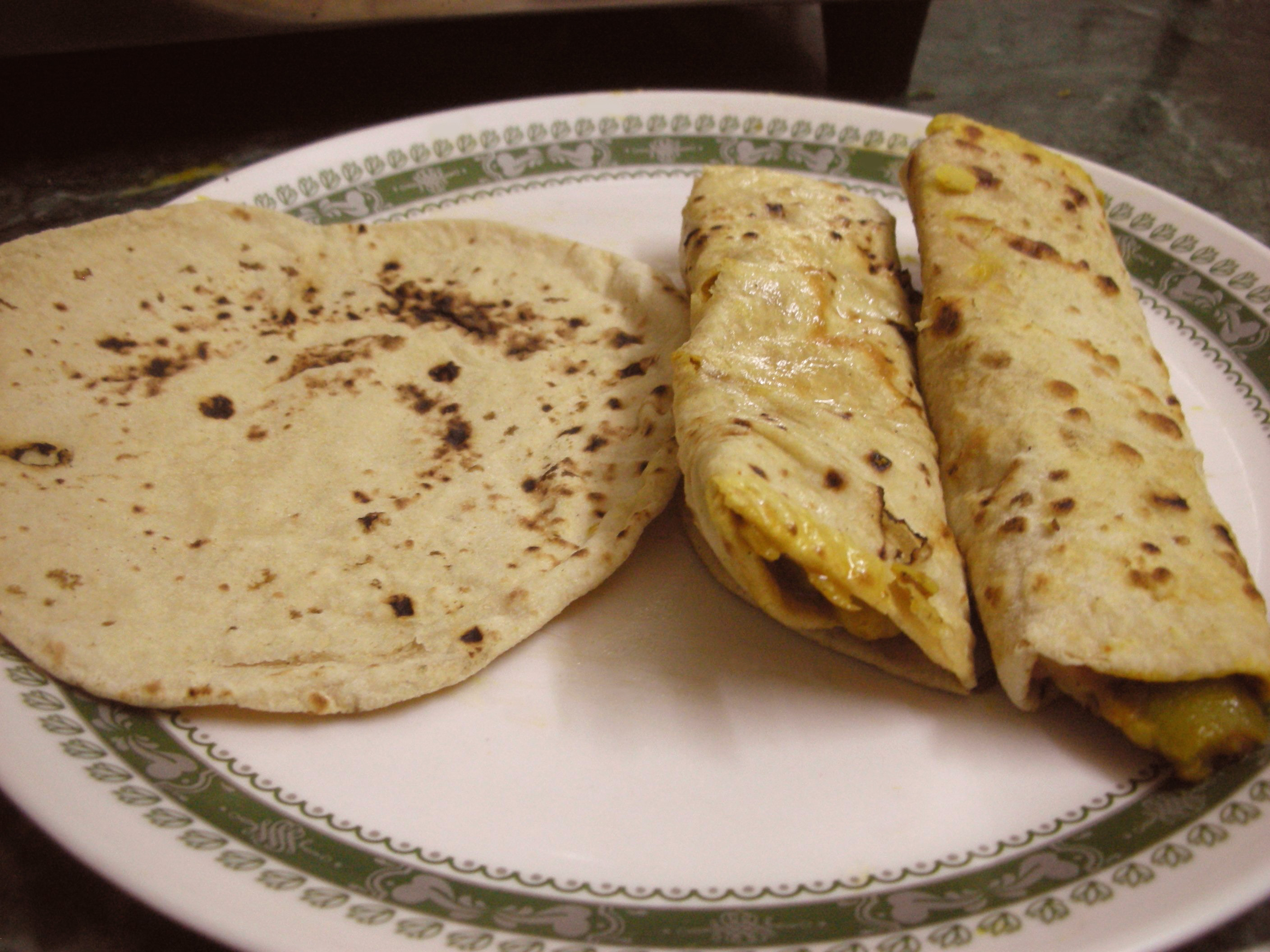
チャパティ

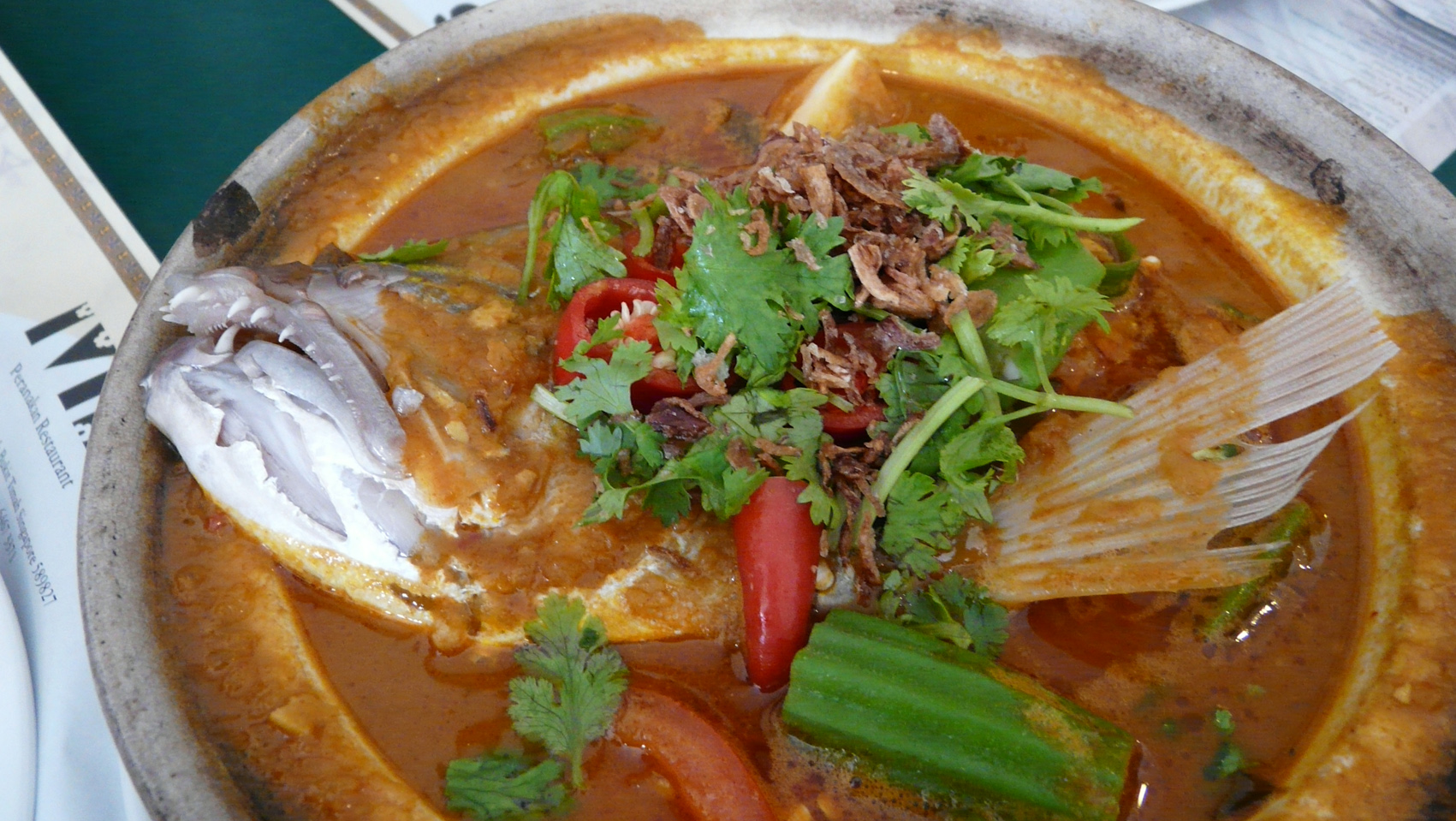
プラナカン風のフィッシュ・ヘッド・カリー

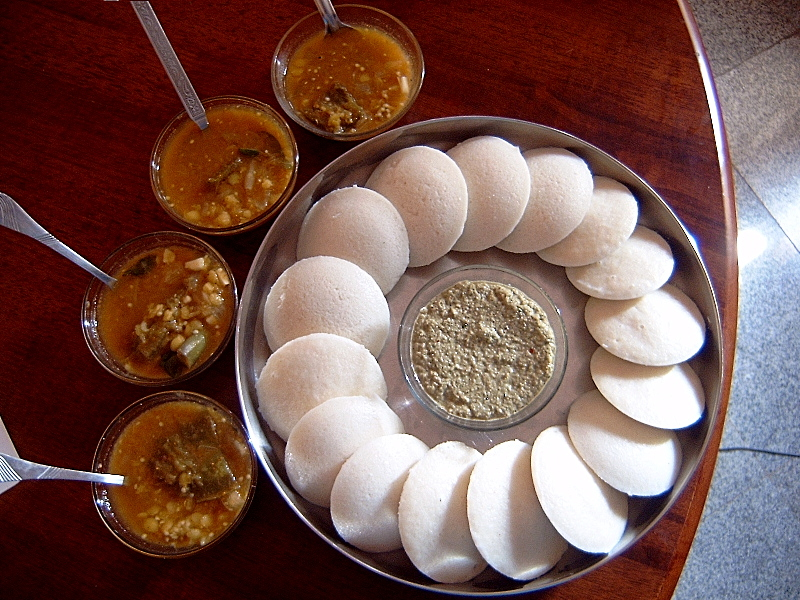
イドゥリ

- バナナ・リーフ・ライス (Banana leaf rice) - バナナの葉の上に、白米とともに雑多な野菜、肉のカレーや魚、パパダムを一緒に乗せたもの。
- チャパティ (Chapati) - パンジャーブを起源とするパンの一種。全粒のデュラム小麦粉、水、および塩のパン生地から作られ、直径約12センチメートルの円形状にパン生地を押し伸ばしてから焼かれる。チャパティは一般に野菜カレーと食べられ、切れ端は、料理をはさんでつかむのに使用される。
- フィッシュ・ヘッド・カリー (Fish head curry) - 魚の頭（一般にレッドスナッパー Ikan merah（赤い魚））をオクラやナスなどの野菜の濃いカレーの中で煮込んだ料理。シンガポール発祥と言われている。
- トーサイ (Thosai) - レンズ豆、米、水を混ぜて一晩発酵させ、薄く円形状に延ばし、食用油やギーで小麦色になるまで焼いたパン。サンバルやココナッツチャツネと食べる。
- イドゥリ (Idli) - 黒レンズ豆と米粉を原料とし、一般に直径2-3インチの型に入れて蒸したもの。一般にチャツネ、サンバルなどと共に、たいていは朝食または軽食として食べられる。
- パヤサム (Payasam) - 南インドの伝統文化にとって欠かすことのできない、一般的なデザート。
- ポンガル (Pongal) - 乳とジャグリー（インドの未精製の砂糖）で炊かれた米、または一月毎に祝われる収穫祭の名でもある。収穫について感謝するため、ポンガルを朝作って神に供えるということから名を得た。
- プトゥ・マヤム (Putu Mayam / Idiyappam) - 主にココナッツとジャグリーを使用する甘い味付けのライスヌードル。削ったココナッツとジャグリーを入れるか、未精製のブロック砂糖を入れる。いくつかの地域では、よく甘味料に gula melaka(ヤシ砂糖)が使われる。Putu piringは、プトゥ・マヤムから派生した、ココナッツと黒砂糖をまぶした米粉のケーキである。ホームメードのものは、カレー味かダールで塩味にして食べられる傾向がある。
- ラッサム (Rasam) - コショウ、コリアンダー、およびクミンシードが入るレンズ豆のスープ。
- ウプマ / ウッピツ (Upma / Uppittu) - セモリナ小麦、タマネギ、青トウガラシ、およびスパイスから作られる料理。

ママッ（Mamak、インド系のムスリム）料理は、明らかなマレーシア風の料理として発達した。全国いたる所で食べられ、とくにさまざまな食物を用意しているママッ料理の売店やレストランが遍在しており、1日24時間開いているアウトレットもあるなど、地元では一般的である。それらは手早く、経済的で、会合や軽飲食にとって最適の場所である。インド式ムスリム料理専門のビュッフェ方式の簡易食堂はナシ・カンダール（nasi kandar、実際に食べた分だけ料金を払うインドネシアの nasi padang と類似）と呼ばれ、白米かブリヤニ米と共に、鶏肉、魚、牛肉、または羊肉などのカレー料理と、一般に野菜の漬け物とパパダムがつく。
- ロティ・チャナイ (Roti canai) - 鉄板で焼かれ、カレーソースと一緒に食される、パイ状の薄いパン。それは時々 roti kosong と呼ばれる。シンガポールでは、プラタ prahta と呼ばれる。ロティ・トゥロー Roti telur は卵を入れたロティ・チャナイである。
- ママッ・ロジャック (Mamak rojak) - はパセンブー pasembur とも呼ばれ、茹でたジャガイモと固ゆでした卵などのしっかりした材料から作られるロジャックの一種。
- マギー・ゴレン (Maggi goreng) - はマギーの即席麺をフレーバー(一般にカレー)、野菜、卵、豆腐、および時折鶏肉と炒めた料理。
- ムルタバ (Murtabak) - は、一般に刻んだニンニク、タマネギ、羊肉をオムレツと折り重ねた、ロティに詰め物をした塩味の料理で、カレーソースと食べられる。
- ナシ・ブリヤニ (Nasi Beriani / Biryani) - はスパイス、バスマティ米、肉や野菜、およびヨーグルトを混ぜて作られる米料理（カレーピラフ）。材料は、手間隙かけて、最後に申し分なく一緒に調理される。近年市場で容易に手に入る、様々な商品名の調合されたビリヤーニスパイスは、味は異なるが準備時間は節約できる。
- テー・タリッ (Teh tarik) - 「引く茶」の意で、大多数のマレーシア人に愛飲されている。紅茶にコンデンスミルクで甘みをつけ、高い所から繰返し熱い紅茶をからカップへと注ぎ入れる。大量の砂糖を使用する。「引く」力が強ければ強い程、より密生した泡ができる。また、紅茶を「引く」ことで、紅茶を冷ますという効果がある。本来テー・タリッは芸術様式であり、紅茶を容器に注ぎ入れる芸当はときに魅惑的でもある。

### 中国料理
中華系マレーシア人の料理は本土の中国料理から派生しているが、地元の食材や他文化の料理から影響を及ぼされているにもかかわらず、明瞭に中国料理として残っている。中華系住民は一般的に豚肉を食するが、ホテルの中華料理屋やフードコートの中華料理の中にはマレー人にも食べられる「ハラール中華料理」もある（マレー人はムスリムであり、豚肉を食べることを禁じられている）。その場合は豚肉の代わりに鶏肉などを使用している。

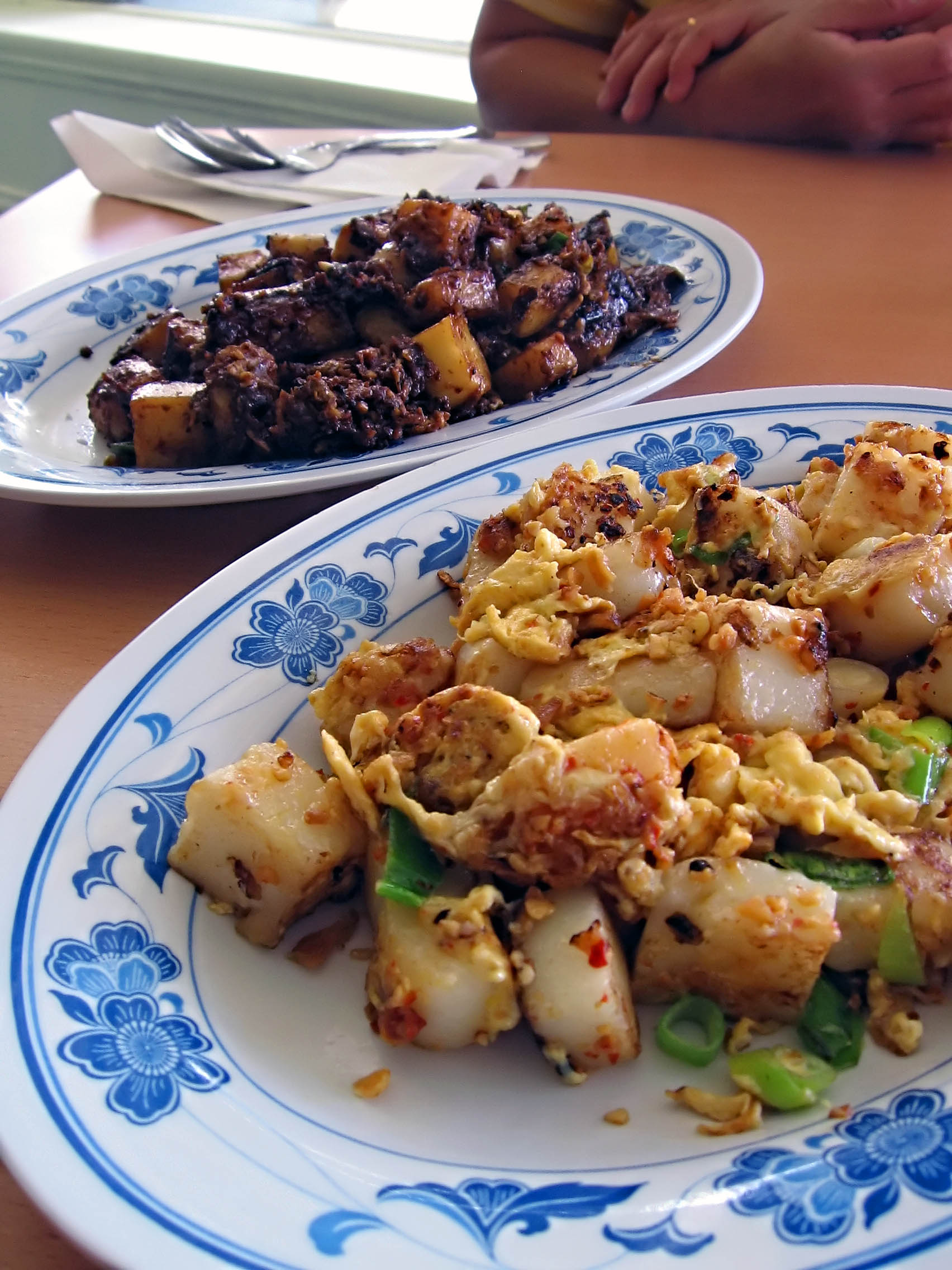
菜頭粿

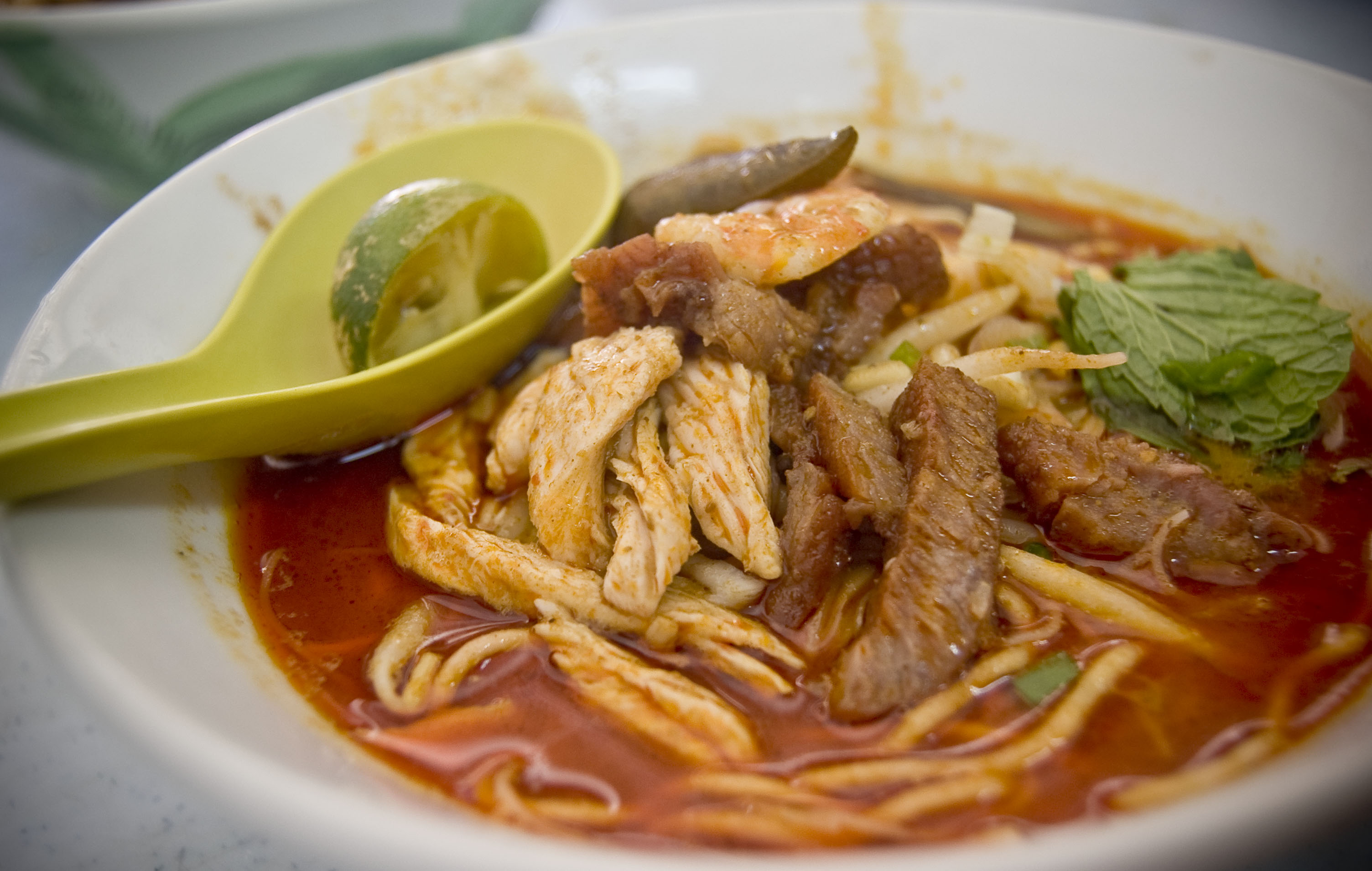
咖喱麺

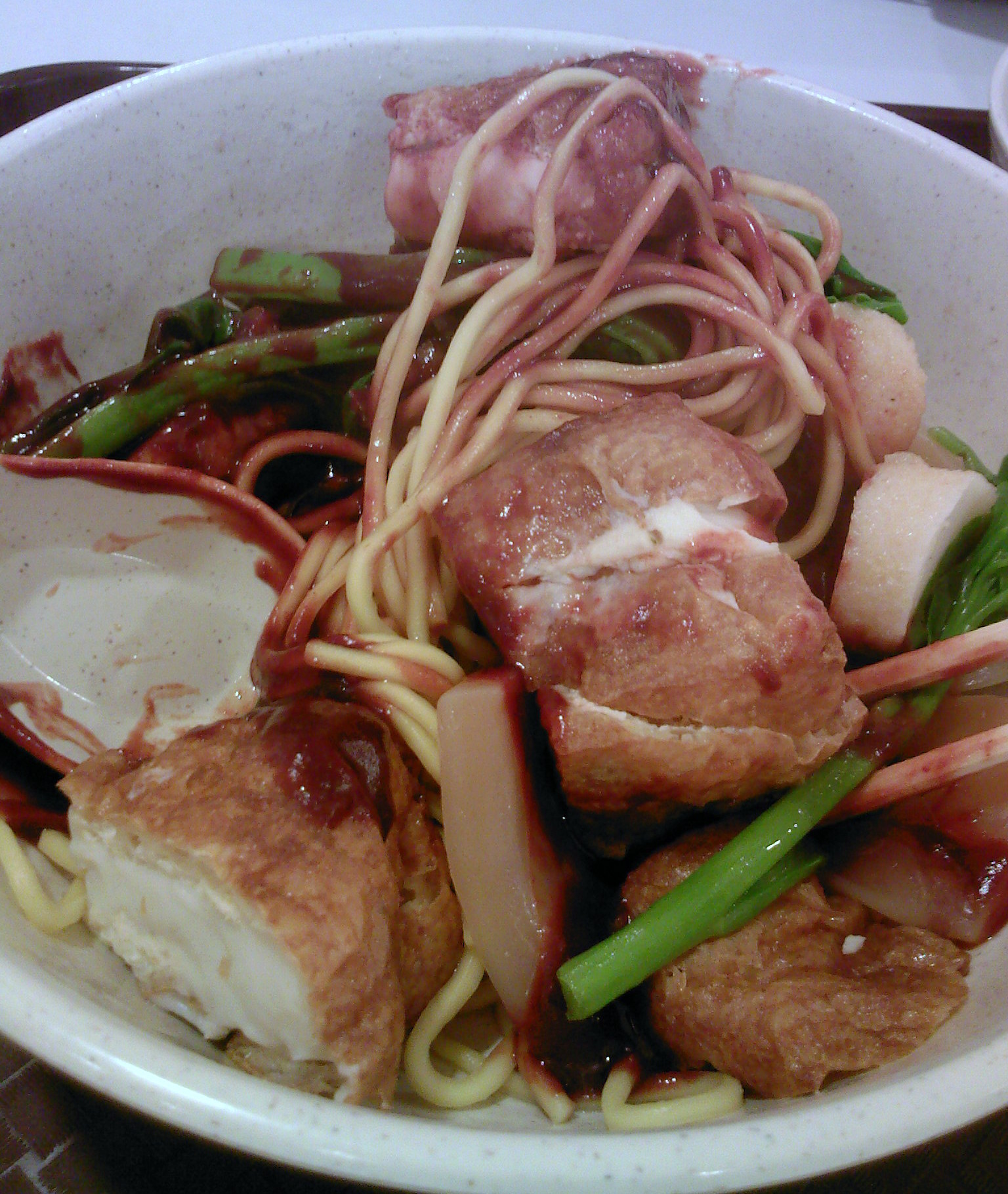
釀豆腐

- 肉骨茶 (Bak Kut Teh) - 各種漢方と共に豚のスペアリブを何時間も茹でて調理したスープ。クランが発祥の地とされている。もともとは港湾労働者のスタミナ朝食とされていたものであり、一種の薬膳食である。汁の多いものと少ないものがある。
- 肉乾 (Bakkwa) - 豚肉のジャーキーを意味する。この妙味は、マレーシア中のいたる所で販売され、とくに旧正月の祝賀の期間に一般的である。
- 広府炒、河粉、鴛鴦 (Cantonese Fried Mee) - 揚げ麺を濃厚なあんかけにしたもの。あんは豚肉、エビ、イカ、卵、および菜心などの青野菜で調理される。マレーシアの一般的な中国料理の一つである。
- 菜頭粿 (Chai tow kway) - 福建料理由来の、マレーシアとシンガポールに共通の料理で、米粉とダイコンから作られる。
- チャークイティオ (炒粿條、Char Kway Teow) - 粿條（クイティオ）はきしめんのような、極めてやわらかいライスヌードルである。エビ、卵、豚肉か鶏肉、あさつき、もやしとともに炒めたもの。また醤油漬けにしたハイガイを追加することもある。ペナンのものが美味とされ、唐辛子の利いたものが一般的だが「唐辛子抜き」をオーダーする人も多い。
- 豬腸粉 (Chee cheong fun) - 米粉と水のから作られた正方形の米のシート。蒸すための専用の平鍋にその液体を注いで作られる。
- 咖喱麺 (Curry Mee) - ココナッツミルク、乾豆腐、エビ、イカ、鶏肉、ミントの葉が入った黄色いスパイシーなカレースープの中にビーフンを入れ、上に特別なサンバルを飾る。
- 鴨腿麺線はペナンの屋台が有名で、材料は熱いスープにアヒル肉、混ぜたハーブと細いライスヌードルの麺線を入れる。
- 福州料理は、Sitiawan界隈と、サラワク州のいくつかの都市や町で見られる。特別なものに光餅などがある。
- 姜鴨麺 (Ginger Duck Mee) - ショウガと黒いソースの中で煮込んだアヒル。調理が大変なので、この皿は単にクアラルンプールやクランバレーのいくつかのレストランでしか食べられない。
- 福建麺 (Hokkien Mee) - 太麺とカリカリに揚げた豚肉の脂身を、濃厚な海老・しょうゆ味ソースで炒める。
- サン・ハー・ミン (生蝦麺。San Har Mee) - 太く揚げた麺にオニテナガエビを炒めた餡をかけた皿うどん。
- 海南鶏飯 (Nasi ayam Hainan) - 米を鶏肉と蒸し、マーガリンまたは鶏脂、チキンストックとチキンスープで調理された鶏肉とともに供する。マラッカでは、飯をボールやプレートに盛り付けるのではなく、ライスボールにして出される。
- 客家料理は、華僑の中にかなりの人口の客家がいるため、全国いたる所にみられる。特に釀豆腐 (Yong tau foo) は客家が起源の料理だが、ローカライズされたものとして、ナス、オクラ、揚げ豆腐、ニガウリ、トウガラシなどに魚肉のペーストを詰め、薄味のスープに入れたおでん状のものとして一般的である。
- 粿汁 (Kway chap) - 非常に平べったいライスヌードルを、豚のくず肉、豆腐の加工品、およびゆで卵と黒い醤油のスープと食べる。
- 滷麺 (Loh Mee) - 太い麺を、卵、小麦粉、エビ、豚肉のスライス、および野菜から作られたスープの中に入れる。味も日本のあんかけうどんに似ている。
- 麺粉粿 (Mee Hoon Kor)
- 芽菜鶏 (Ngah Choy Kai) - 海南鶏飯と似ており、蒸した鶏肉は軽いソースと油で味つけされ、モヤシの皿と一緒に出される。この料理はマレーシア人の中で殊更に人気がある。
- 瓦煲鶏飯 / 沙煲飯 (Ngah Po Fan / Sha Po Fan) - 土鍋で鶏肉と米をたっぷりの醤油とオイスターソースとともに強火で調理する。任意に干した塩魚は勧められる。
- 板麺 (Pan Mee) - スープ麺。麺は日本のきしめんに似ているものや、平たく伸ばした麺生地を包丁もしくは手で板状に切ったものがあり、通常各店舗での自家製である。スープは薄味の鶏または魚ベースの塩味。具には少量の野菜やきくらげの千切り、揚げた煮干、味付けひき肉などが乗る。さまざまなバリエーションがあり、スープなし板面(Pan Mee Dry)なども一般的である他、スープが辛いもの(Spicy Pan Mee)等もある。
- 包 (Pao) - 肉まん。一般に点心としてメニューに載っている。最近は、ほとんどのコーヒースタンドで見ることができる。
- ポピア (Popiah) - 主に細切りの豆腐、カブ、およびニンジンなどの野菜を煮込んだものが詰められた福建・潮州風の薄い春巻のようなもの。また、他には卵、臘腸（中国ソーセージ）を含むことがある。
- 水果囉喏 (Rojak) - 濃く色の濃いエビペーストと揚げた油炸鬼などのトッピングがあるフルーツサラダ。ペナン風は、特に一般的でよく見かけられる。
- 星洲米粉 (Sin Chow Fried Meehoon) - 豚肉、魚肉団子、ニンジンなどの様々な材料とともに強火で素早く炒めた「シンガポール風」ビーフンだが発祥ははシンガポールではなく香港。 いくつかのレストランが異なる材料を使用する場合がある。クアラルンプールと隣接した地域で一般的である。中国やアメリカではカレー粉を使用する。* 黄姜鶏 (Turmeric chicken) - 生のウコン、ショウガ、およびレモングラスか成るペーストをすり潰したベースで煮込んだ鶏肉。
- 豆腐花 / 豆花 (Tau foo fah / Dau Huay) - シロップで味つけされ、固められた豆乳。汲み出し豆腐もしくはおぼろ豆腐であり、非常に柔らかい。屋台など多くの場所で販売される、マレーシア人とシンガポール人にとって一般的なデザート。
- 糖水 (Tong Sui) - 多くの種類がある中国のデザート。基本的に黒豆、フタゴヤシ、ヤム、サツマイモ、リュウガンなどの様々な材料が入る甘い飲み物。
- 素食、斎 - マレーシアのいくつかの町に、外観は肉料理のような、ベジタリアン料理のレストランがある。ベジタリアンのためのロースト豚肉、皮と骨がある蒸し魚、完璧な鶏のドラム肉などを見ることができる。
- 雲吞麺 (Wantan Mee) - ワンタン、油菜、豚肉を載せた中華麺。ワンタンの具は通常豚肉かエビである。麺はワンタンと一緒にスープに入れられるか、皿の上に醤油と油で味付けされロースト豚肉と野菜を載せて出されることもある。後者の場合、ワンタンは別にスープとして出される。
- 芋頭糕 (Wu Tau Guo) - 潰したヤムと米粉から作られるケーキ。揚げたタマネギとエビが先端にあり、通常レッドチリペーストをつける。
- 油炸鬼 / 油条 (Yau Zha Gwai / Eu Char Kway / You Tiao) - よく朝食でコーヒー（コピ）や粥とともに食べられる広東風の揚げパン。
- 粥 (Zuk / zhou) - 切り身魚、鳥の胸肉、鹹蛋、皮蛋、および豚挽き肉などを具とする。潮州の粥は「糜」と呼ばれ、米粒はよりはっきりとして水っぽく、サツマイモ、野菜、肉および鹹蛋のような中国料理の食材を具とする。

### ニョニャ料理

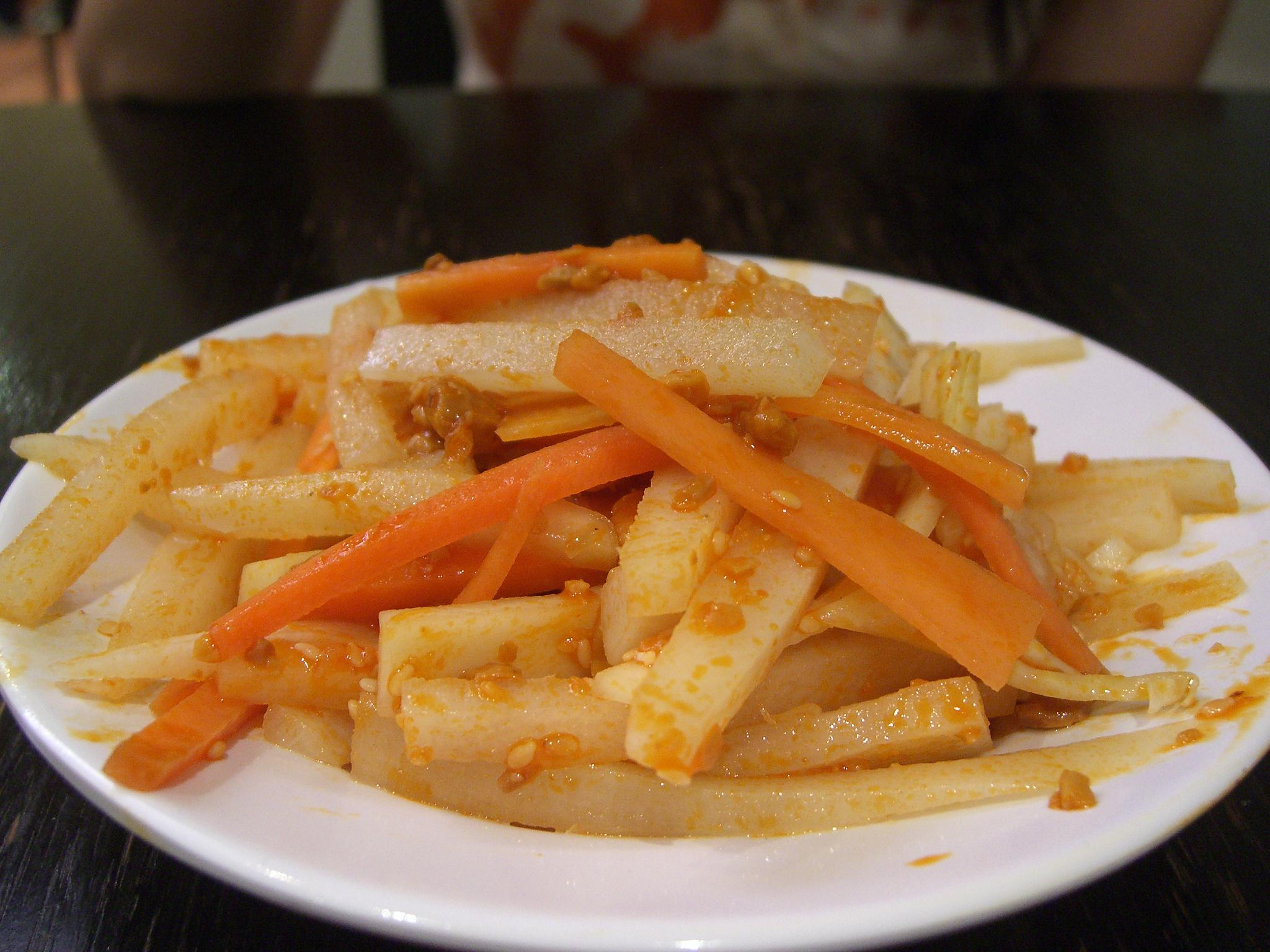
アチャー

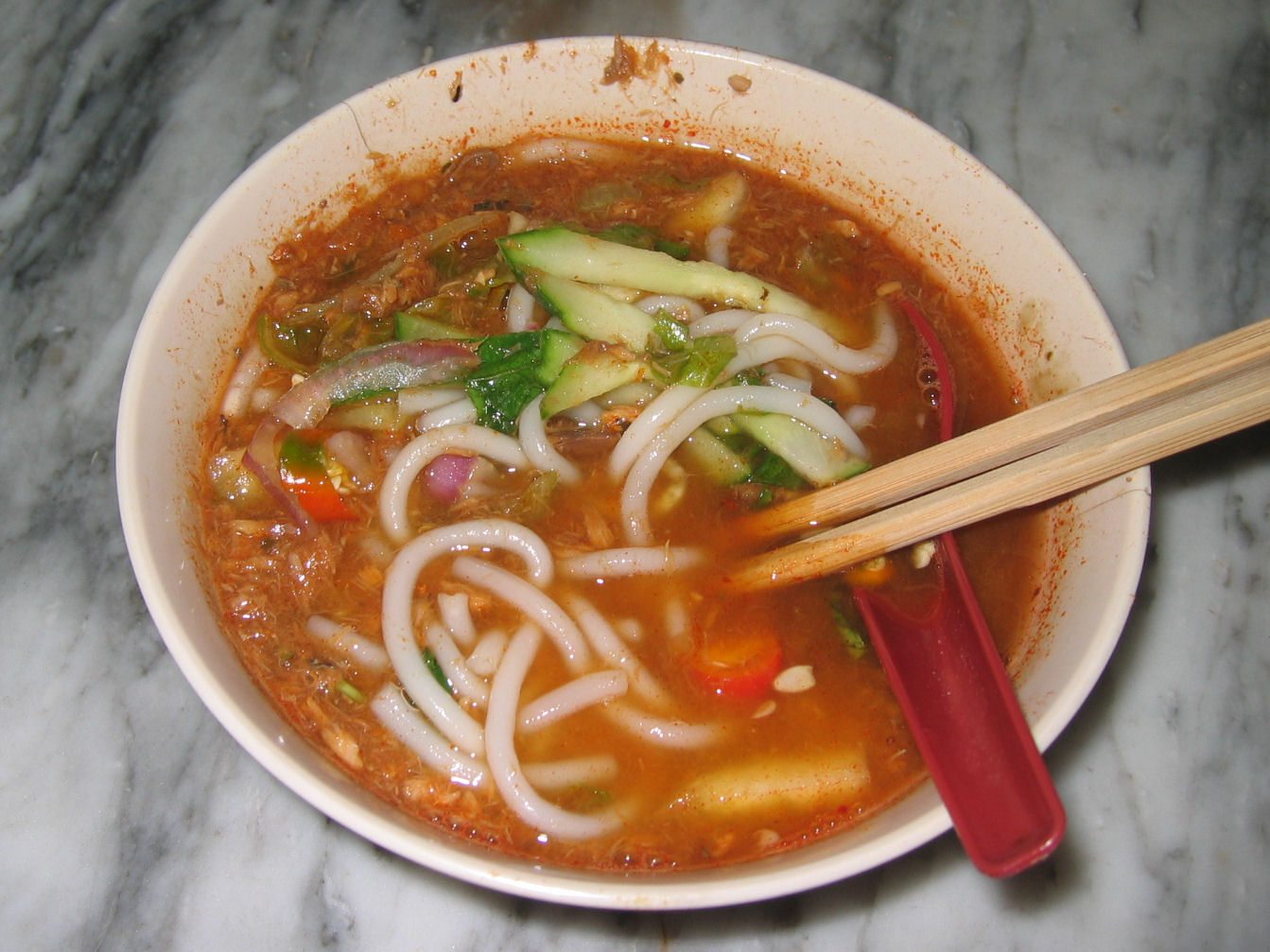
アサム・ラクサ

ニョニャ料理はマレーシアとシンガポールのニョニャ（Nyonya、娘惹 - 海峡中国人)やプラナカン (Peranakan - 中国系の混血、マレー人起源)の人々の手によって発展してきた。主に中国料理の食材を用いるが、ココナッツミルク、レモングラス、ウコン、パンダナスの葉、トウガラシ、サンバルなどの東南のアジアのスパイスをブレンドする。それは中国料理とマレー料理の混合であるとみなすことができる。
- アチャー (Acar) - 肉や野菜のピクルス。acar keat lah(カラマンシー)、achar hu(揚げ魚)、acar kiam hu(塩魚)、acar timun(キュウリ)、acar awat(混合野菜)などがある。
- ラクサ - 香辛料の効いた麺料理。アッサムラクサ、ニョニャラクサ、サラワクラクサなど地方ごとによる違いが非常に大きい。厚揚げを使用することが多い。
- アヤム・ポンテ (Ayam pongteh) - 豆醤または味噌と椰子糖 (gula melaka) で煮込んだ鶏肉。肉じゃがに似ている。
- Ayam buah keluak - マレーシアとインドネシアに自生するマングローブ、パンギノキ（英語版）およびパンギノキ属の木の実を使用する鶏肉料理。
- バッチャン（Bak Chang、肉粽） - もち米、豚肉、シイタケ、木の実、および家鴨の鹹蛋の卵黄を葉で包んだ粽。一般的なプラナカン風(Nyonya zong、娘惹粽) はタケの代わりにパンノキ属（英語版）の葉で包む。
- チンチャロッ (Cincalok) - エビを発酵させたニョニャ料理の調味料。
- Itek Tim / Kiam Chye Ark Th'ng - 家鴨肉とマスタードの葉、キャベツを主な材料とし、ナツメグシード、シイタケ、トマト、およびコショウの実で味つけしたスープ。
- Jiew Hu Char - 細かく切ったカブ、ニンジン、およびキャベツのような野菜と割き烏賊の炒め物。
- ケラブ・ビーフン (Kerabu bee hoon) - ビーフンとサンバル・ブラチャン、カラマンシー果汁、およびみじん切りのハーブやスパイスを混ぜたサラダ。他には kerabu bok née (黒いきのこ/tikus telinga)、kerabu kay(鶏肉)、kerabu kay khar(鶏の足)、kerabu timun(キュウリ)、kerabu kobis(キャベツ)、kerabu kacang botol(シカクマメ)、kerabu bak poey(豚の皮)などがある。
- ラム・ミー (Lam Mee、淋麵) - エビと鶏肉のストックから作られた豊かなスープで料理した黄色いビーフン。誕生日の子供が長寿であることを願うために作られる。
- マサック・ブランダ (Masak belanda) - 豚肉や塩魚とタマリンド果汁を用いた煮込み料理。
- マサック・レマッ (Masak lemak) - ココナッツミルクを用いた野菜の煮込み料理。様々な種類があり、主な材料にホウレンソウを使用するものや、サツマイモを使用するものがある。
- マサック・ティティク (Masak titik) - コショウの実を用いた野菜のスープ。様々な種類があり、主な材料にスイカの皮を使用するものや、青や未熟なパパイアを使用するものがある。
- ミー・シアム (Mee Siam / 米暹) - 細いビーフンを、辛く甘酸っぱいスープと食べる。
- ナシ・クニッ (Nasi kunyit) - ウコンで着色されたご飯で、通常ココナッツミルクのチキンカリー、「アン・クー」(Ang Koo、赤いカメ)、ピンクに染めたゆで卵とともに、赤子の生後一カ月の祝いの料理とされる。
- ナシ・ウラム (Nasi ulam) - 様々なハーブ (daun kaduk、daun kesum、daun cekur 等)、粉状の乾燥エビ (kiam hu)や塩魚、みじん切りのネギをかけた飯。
- ゴー・ヒアン (Ngoh hiang、五香) - 肉に五つの中国料理のスパイスで味付けすることからこう呼ばれ、滷肉（Lor Bak）とも呼ばれる。豚ひき肉を大豆の加工品で巻いて揚げた料理。
- オタオタ (Otak-otak) - 魚のすり身をバナナ葉で包んで焼いたもの。ムアールの町はこれで有名。ペナンのものは蒸して作られ、ココナッツミルクが使われる。
- プルット・イカン (Perut Ikan) - 伝統的なペナンのニョニャ料理で、塩水と daun kaduk (Piper sarmentosum) で保存された魚が独特な風味をもたらす野菜またはハーブのスパイシーな煮込み。
- Se Bak - 豚ロースをハーブやスパイスに一晩漬け込み、弱火でじっくりと煮込んだ料理。
- Ter Thor T'ng - 豚の胃と白コショウの実を主な材料とするスープで、塩を用いて脱臭するのに熟練した調理技術が必要。
- カヤトースト (Kaya toast / Roti bakar) - 伝統的な朝食。カヤジャムはココナッツと卵の甘いジャムで、食パンに塗られる。伝統的にローカルのイポーホワイトコーヒーや紅茶、柔らかく茹でた卵、醤油、白胡椒と一緒に出される。

### クリスタン料理
マラッカは、16世紀初頭にポルトガル人が支配を始め、マラッカ海峡を通る船から通行料を取ることで繁栄したが、後にオランダ人の支配を受けるようになって、迫害を逃れるためにポルトガル人と呼ぶことを止め、クリスチャンを意味するクリスタン人と名乗るようになった。ポルトガル人、クリスタン人はマレー人やニョニャと結婚し、ポルトガル料理とマレー料理、ニョニャ料理の融合した料理を生み出した。ポルトガル風のシチュー料理やケーキ作りの手法、タマネギの使用やマリネの手法を持ち込み、タマリンド、ココナッツ、ガランガル、ブラチャン、醤油など、地元の調味料を使用して、これまでに無かった風味を持つ料理を生み出したことに特徴がある。現在もクリスタン人の間には次のような代表的な料理が伝えられている。
- デバル (debal) - 鶏肉を唐辛子、キャンドルナッツ、ガランガル、レモングラス、タマリンド、醤油などで味付けしたカレー。
- ガリーニャパイ（galinha pai） - チキンパイ。長崎料理のパスティに似る。
- チャチャルウ・ソイ・リマン（Chacharu soy limang） - アジ類とエシャロットの南蛮漬け風
- クエ・タト - パイナップル・タルト
- ボーロ・コク - ココナッツ・ケーキ

## デザート

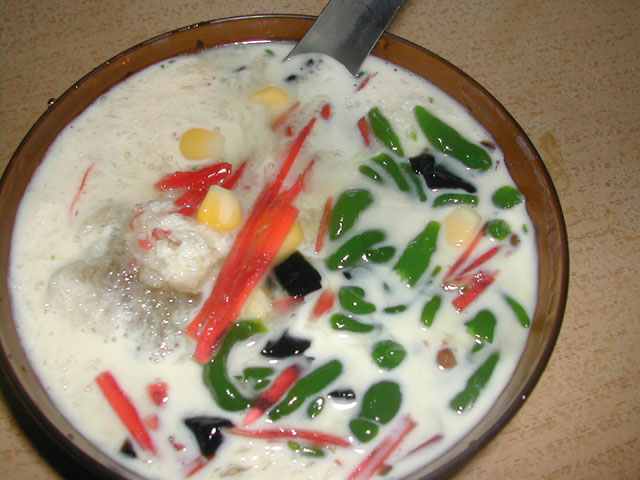
チェンドル

マレーシアのデザートは傾向としてココナッツミルクを多く使用する。
- チェンドル (Cendol) - 米粉から作る緑色のライスヌードル。ABCの具材の1つとして加えられる事が多いが、氷なしで食される事もある。
- アイス・カチャン (Ais kacang、air batu、ABC) - かき氷にスイートコーン、小豆、cincau（仙草ゼリー）、色つきシロップと練乳をトッピングしたもの。
- プル・ヒタム (Pulut hitam) - サゴ（またはタピオカパール）やココナッツミルクと調理した、温かい黒もち米の粥。
- ブブル・チャ・チャ (Bubur cha cha) - ココナッツミルクに入れたサゴや角状のヤムやサツマイモの汁粉で、熱しても冷ましても食べられる。
- ハニーデュー・サゴ (Honeydew sago) - 冷えたココナッツミルクとサゴに角状のハニーデュー・メロンを入れたもの。
- ペンガッ (Pengat) - 黒砂糖と濃く混ぜ合わせたココナッツミルクにタピオカとバナナを入れたもの。
- サゴ・グラ・ムラカ (Sago Gula Melaka) - 半透明のサゴとココナッツクリームの上にヤシ糖蜜をトッピングしたもの。
- パイナップル・タルト (Pineapple tarts、黄梨酥)

さまざまなトロピカルフルーツがマレーシアにおけるデザートとして提供されている。おそらく最も有名なのはドリアンである。他には、マレーシア産のマンゴー、パイナップル、スイカ、ジャックフルーツ、パパイヤ、ランサット、ランブータン、ゴレンシ、バナナ、マンゴスチンなどがある。

## 日本にあるマレーシア料理チェーン店
- マレーチャン
- ツアーブログのウェブサイトにあるマレーシアの食べ物のリスト Trip Privacy (英語)